# Népal aux Jeux olympiques d'été de 2020
Le Népal participe aux Jeux olympiques d'été de 2020 à Tokyo. Il s'agit de leur 14e participation aux Jeux d'été.

## Athlètes engagés
| Sport      | Hommes | Femmes | Total |
| ---------- | ------ | ------ | ----- |
| Athlétisme | 0      | 1      | 1     |
| Judo       | 0      | 1      | 1     |
| Natation   | 1      | 1      | 2     |
| Tir        | 0      | 1      | 1     |
| Total      | 1      | 4      | 5     |

## Résultats

### Athlétisme
Le Népal bénéficie d'une place attribuée au nom de l'universalité des Jeux. Sarswati Chaudhary dispute le 100 mètres féminin.
| Athlète            | Épreuve       | Tour préliminaire | Tour préliminaire | 1er tour | 1er tour | Demi-finale | Demi-finale | Finale   | Finale   |
| Athlète            | Épreuve       | Temps             | Rang              | Temps    | Rang     | Temps       | Rang        | Temps    | Rang     |
| ------------------ | ------------- | ----------------- | ----------------- | -------- | -------- | ----------- | ----------- | -------- | -------- |
| Sarswati Chaudhary | 100 m féminin | 12 s 91           | 8e                | Éliminée | Éliminée | Éliminée    | Éliminée    | Éliminée | Éliminée |

### Judo
La Fédération ne distribue pas de ticket de qualifications aux championnats continentaux ou mondiaux mais c'est le classement établi au 21 juin qui permettra de sélectionner les athlètes (18 premiers automatiquement, le reste en fonction des quotas de nationalité).
Chez les femmes, Sonia Bhatt (-48 kg) est repêché via l'attribution du quota continental asiatique à la suite du désistement de la Nord-Coréenne Jon Yu Sun,.
| Athlète       | Compétition           | 1er tour                | 2e tour             | Quart de finale     | Demi-finale         | Repêchage           | Finale / MB         | Rang     |
| Athlète       | Compétition           | Adversaire Résultat     | Adversaire Résultat | Adversaire Résultat | Adversaire Résultat | Adversaire Résultat | Adversaire Résultat | Rang     |
| ------------- | --------------------- | ----------------------- | ------------------- | ------------------- | ------------------- | ------------------- | ------------------- | -------- |
| Soniya Bhatta | Moins de 48 kg femmes | Dolgova Défaite 000-100 | Éliminée            | Éliminée            | Éliminée            | Éliminée            | Éliminée            | Éliminée |

### Natation
Le comité bénéficie de place attribuée au nom de l'universalité des Jeux.
| Athlète        | Épreuve                   | Série        | Série | Demi-finale | Demi-finale | Finale   | Finale   |
| Athlète        | Épreuve                   | Temps        | Rang  | Temps       | Rang        | Temps    | Rang     |
| -------------- | ------------------------- | ------------ | ----- | ----------- | ----------- | -------- | -------- |
| Alexander Shah | 100 m nage libre masculin | 53 s 41      | 59e   | Éliminé     | Éliminé     | Éliminé  | Éliminé  |
| Gaurika Singh  | 100 m nage libre féminin  | 1 min 0 s 11 | 50e   | Éliminée    | Éliminée    | Éliminée | Éliminée |

### Tir
En mai 2021, la tireuse Kalpana Pariyar bénéficie d'une invitation tri-partite de la parte de l’ISSF,.
| Athlète         | Compétition                  | Qualification | Qualification | Finale   | Finale   |
| Athlète         | Compétition                  | Points        | Rang          | Points   | Rang     |
| --------------- | ---------------------------- | ------------- | ------------- | -------- | -------- |
| Kalpana Pariyar | Carabine à air comprimé 10 m | 616,8         | 46e           | Éliminée | Éliminée |